# Flärken (Hammerdals socken, Jämtland, 704810-149876)
Flärken är en sjö i Strömsunds kommun i Jämtland och ingår i Ångermanälvens huvudavrinningsområde.